# Purnella albifrons
Purnella albifrons là một loài chim trong họ Meliphagidae. Loài chim này chủ yếu phân bố khắp các cảnh quan khô cằn và bán khô cằn. Chim ăn mật mặt trắng có màu sắc khác biệt với lông khuôn mặt trắng, lông ức phía trên màu đen hoặc nâu với các đốm trắng và các mảng màu vàng trên đôi cánh màu nâu của chúng..
Loài ăn mật mặt trắng được John Gould người Anh mô tả vào năm 1841 và được đặt tên danh pháp hai phần Glyciphila albifrons. Tên cụ thể kết hợp albus nghĩa là 'trắng' với frons nghĩa là 'trán' hoặc 'mặt'. Loài ăn mật mặt trắng trước đây thuộc chi Phylidonyris, nhưng nay đã được phân loại trong chi riêng, Purnella. Tên chung được chọn để vinh danh nhà nghiên cứu trứng chim và nhà sưu tập, Herbert A. Purnell.

## Sinh học

### Chế độ ăn
Loài chim này chủ yếu tiêu thụ mật hoa từ hoa. Các nghiên cứu đã được thực hiện để mở rộng lĩnh vực kiến thức này và người ta đã xác định rằng khi không có mật hoa hoặc nguồn cung cấp tối thiểu, loài chim ăn mật mặt trắng có thể ăn nhiều loại nguyên liệu khác như hạt, thực vật và côn trùng. Mức độ thay đổi trong chế độ ăn uống này cho phép loài ăn mật mặt trắng có thể thích nghi với các môi trường khác nhau và tồn tại ở những khu vực khô cằn. Chế độ ăn của loài ăn mật mặt trắng đã được xác định bằng các nghiên cứu quan sát trước đây cũng như phân tích thành phần mề.